# Shunpei Ueyama
Shunpei Ueyama (上山 春平 Ueyama Shunpei?, Wakayama, 16 de enero de 1921 – Minoyama, 6 de agosto de 2012) fue un filósofo japonés asociado a la Escuela de Kioto. Se graduó en filosofía en la Universidad de Kyoto en 1943, y se entrenó en el escuadrón kamikaze (gyorai:魚雷) en la Segunda Guerra Mundial. Sus campos de interés filosófico estuvieron en la lógica y el pragmatismo estadounidense, especialmente con sus fundadores Charles Sanders Peirce, William James y John Dewey. Fue profesor eérito en la Universidad de Kyoto.

## Trabajos
- Ueyama Shunpei Chosakushū, Hōzōkan, Tokyo, 10 volumes
- Rekishi bunseki no hōhō, San'ichi Shobō, Tokyo 1962
- Benshōhō no keifu, Miraisha, Tokyo 1963
- Meiji ishin no bunseki shiten, Kōdansha, Tokyo 1968
- Nihon no shisō, Kōbundō, Tokyo 1965
- Kamigami no taikei, 2 vols Chūō Kōronsha, Tokyo 1972,1975
- Rekishi to kachi, Iwanami Shoten, Tokyo 1972
- Uzumoreta kyozō, Iwanami Shoten, Tokyo 1977
- Tetsugaku no tabi kara, Asahi Shinbunsha, Tokyo 1979
- Dai Tōa sensō no isan, Chūkō Sōsho, Tokyo 1972
- (con Umehara Takeshi Nihongaku no kotohajime Shogakkan
- (con Sasaki Kōmei y Nakao Sasuke Shōyō-jurin bunka, Iwanami Shoten, Tokyo 2 vols, 1969,1976
- (con Kajiyama Yūichi(梶山雄一) )Bukkyō shisō, Chūō Kōronsha, Tokyo 1974